# Numeración deportiva
La numeración deportiva o número de dorsal (por disponerse en el dorsal o espalda de la camiseta) es el número que identifica a cada uno de los jugadores en los deportes de equipo o individuales. A veces puede encontrarse usada una traducción directa del inglés squad number (número de escuadra). En algunos deportes, como el fútbol americano profesional, el número identifica la posición del jugador. En el baloncesto y el fútbol se usan números para identificar las posiciones habituales de los jugadores, incluso si el jugador usa otro dorsal.
En algunos sitios se utilizan los dorsales como método de identificación de jugador para que cada jugador lleve uno. A cada jugador se le asocia un dorsal identificativo tanto en los campos como en el mundo, sobre todo el mundo del fútbol, del baloncesto, del hockey, del balonmano y de algunas otras competiciones no deportivas.
17

## Fútbol
En el fútbol, los números 1 al 11 se solían usar obligatoriamente para los titulares de cada partido. 
El dorsal 8 lo han utilizado leyendas como Andrés Iniesta, Frank Lampard o Steven Gerrard y por lo general el dorsal 8 se le considera un armador de juego o a veces el jugador de más talento del equipo. Otros dorsales emblemáticos son el 11, 9, 10 y el 1, este suele ser ocupado por el portero titular del equipo, y como ejemplo tenemos al portero español Iker Casillas, el italiano Gianluigi Buffon o el alemán Oliver Kahn. El número 9 suele ser representado por el principal responsable de los goles del equipo, su gran goleador, y que por lo general es delantero, y como ejemplos tenemos al brasileño Ronaldo, el neerlandés van Basten o el italiano Filippo Inzaghi, el número 11, este suele ser representados por un delantero de apoyo para el goleador del equipo, o simplemente por alguien abierto en el área contraria, como ejemplos tenemos al alemán Karl Heinz Rummenigge, los galeses Ryan Giggs y Gareth Bale, en el caso del 10 suele ser el mejor jugador del equipo, lo han usado leyendas como Maradona, Pelé, Messi o Ronaldinho. En la Copa Mundial de la FIFA, cada jugador usa un mismo número durante todo el torneo a partir de la edición 1954. Desde 1993, la Asociación de Fútbol inglesa adoptó números fijos para los jugadores por la temporada, lo que se expandió a otras ligas nacionales para ayudar a los espectadores a identificar los jugadores. Actualmente cualquier jugador (ya sea portero o jugador de campo) puede utilizar cualquier número.[cita requerida]

## Baloncesto

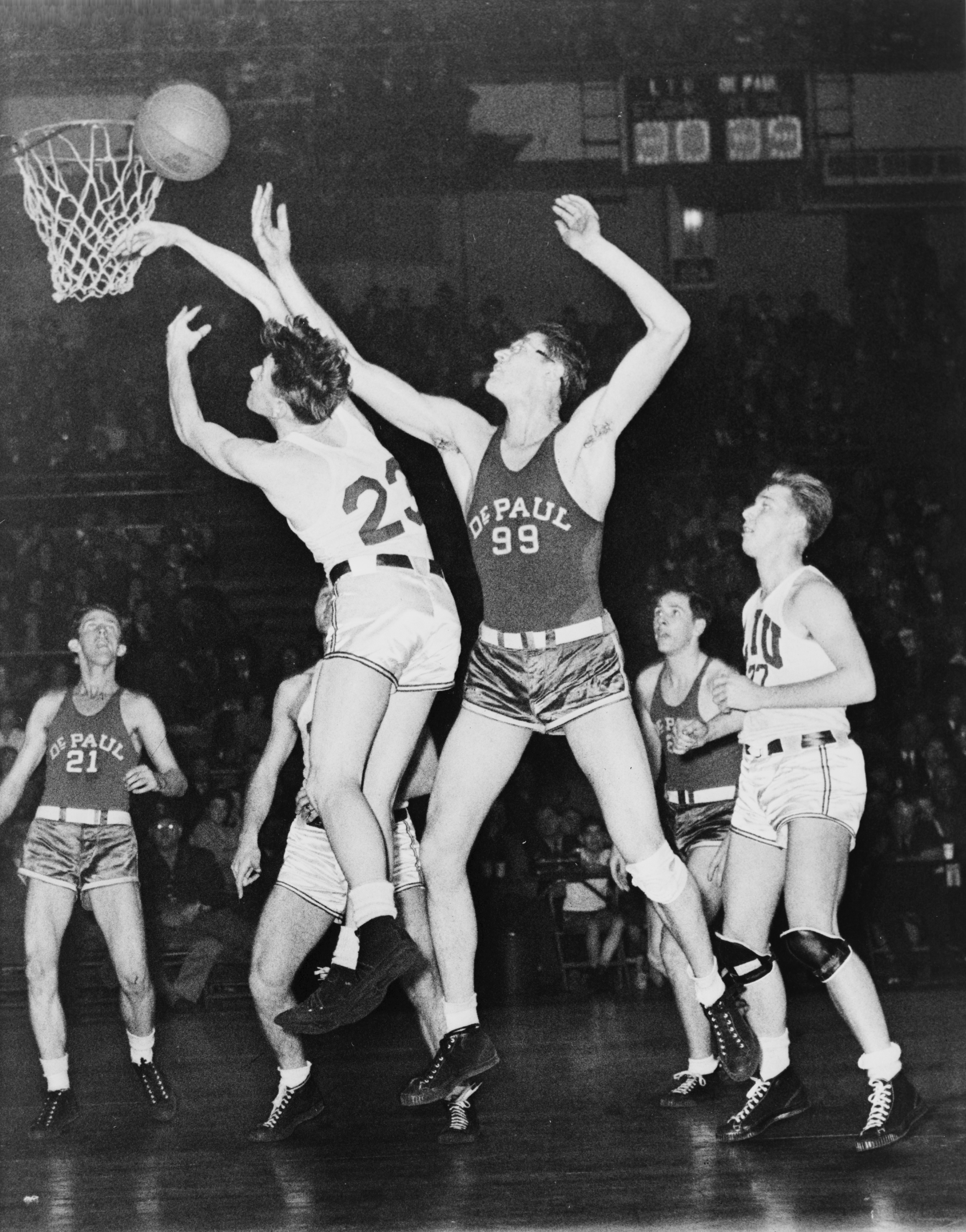
George Mikan, con la camiseta número 99 cuando jugaba en la Universidad DePaul.

La numeración en el baloncesto se ha ido unificando paulatinamente. Si bien en la NBA o en otras competiciones estadounidenses se han venido usando desde siempre numeraciones desde el 0 al 99, incluido el 00 que han portado grandes jugadores como Robert Parish, en el resto de países la norma habitual era la numeración del 4 al 15 para los 12 componentes de cada equipo. No fue hasta los primeros años del siglo XXI cuando se igualó el criterio, permitiendo así además una costumbre estadounidense que es la de retirar como homenaje a un jugador destacado su número, impidiendo que el mismo pueda ser usado en un futuro. En las competiciones organizadas por la FIBA, campeonatos del mundo, olimpiadas, etc., la numeración continuó siendo del 4 al 15, hasta que en la fase de clasificación y en los Juegos Olímpicos de Río de Janeiro 2016 se permitió ya la numeración del 0 al 99.
Lo habitual, de todas formas, es que la numeración de las camisetas vaya del 0 al 15, y posteriormente, 20 al 25, 30 al 35, 40 al 45 y 50 al 55, para facilitar a los árbitros la labor de señalar con los dedos de sus manos el número de un jugador a la mesa de anotación, pero no es una norma excluyente, como lo demuestran los casos de Pau Gasol, que luce el 16 porque era uno de los números, junto al 17, que se solían otorgar a los juniors de un equipo cuando existía la restricción del 4 al 15, George Mikan, que jugó toda su carrera con el 99, o el rumano Gheorghe Muresan, que en su etapa de la NBA lució el 77 porque era exactamente esa su estatura, 7 pies y 7 pulgadas (2,32 metros).
Se dan casos también en los que el jugador elige su dorsal a modo de broma o de juego de palabras, como Andréi Kirilenko, quien utiliza el 47, dando lugar a que sus iniciales y su número formen el conocido fusil de asalto AK-47, o, en la liga ACB, Rodrigo San Miguel, que utiliza el 00, dando lugar a que en su camiseta figure San Miguel 00, como la cerveza sin alcohol de la marca San Miguel.

## Deporte motor
En el deporte motor, los vehículos son los que llevan la numeración, generalmente en las puertas en el caso de turismos y gran turismos. Salvo en Estados Unidos, el campeón defensor suele llevar el número 1.

### Fórmula 1
En la Fórmula 1, en la temporada 1974 se asignaron los números 1 y 2 al constructor campeón, 3 y 4 al segundo, 5 y 6 al tercero y así sucesivamente. Desde 1975 hasta 1995, el equipo que contaba con el campeón defensor tomaba los números 1 y 2, y el equipo que poseía dichos números la temporada anterior recibía los suyos. A partir de 1996, el equipo que contaba con el campeón defensor tomaba los números 1 y 2, el campeón o subcampeón de constructores recibe los 3 y 4, el siguiente equipo los 5 y 6, y así sucesivamente. A partir de 1993, si el piloto que ganó el título más recientemente no compite, el campeón de constructores recibe los números 0 y 2. El número 13, que es de mala suerte en la cultura occidental, solo se utilizó en dos carreras: el Gran Premio de México de 1963 y el Gran Premio de Gran Bretaña de 1976.
A partir de 2014, dentro de una serie de cambios importantes para los cuales podríamos distinguir una nueva era de la Fórmula 1, los pilotos podrán elegir sus dorsales entre el N.º 2 y el 99, el 17 que llevaba el malogrado Jules Bianchi ya no está permitido como homenaje a él. El N°1 queda de esta forma reservado para el vigente campeón de la categoría, quien será consultado si desea utilizarlo al año siguiente, o si prefiere continuar con su número habitual. Es importante destacar que para su implementación la FIA le pide a cada piloto que seleccione tres números de su preferencia, y luego, dependiendo de un orden a raíz de la posición final de la temporada anterior, se van asignando los números para cada uno de los pilotos.
El piloto canadiense Gilles Villeneuve usó el número 27 en las temporadas 1981 y 1982, falleciendo en el segundo año. Varios pilotos profesionales canadienses adoptaron el número 27, entre ellos su hijo Jacques Villeneuve, James Hinchcliffe y Andrew Ranger.

### NASCAR
En la NASCAR, los números pertenecen al equipo y se eligen arbitrariamente. Como los pilotos a menudo corren para el mismo equipo durante varias temporadas, los más exitosos quedan asociados a sus números. Es el caso del número 3 de Dale Earnhardt, el número 43 de Richard Petty o el número 48 de Jimmie Johnson.

### IndyCar
En la fecha de Homestead 2009 de la IndyCar Series, Alex Lloyd llevó el número 40202, que servía para recibir donaciones por mensaje de texto para realizar trabajos de investigación y campañas de concientización sobre el cáncer de seno.